# ميشيل أولايتان
ميشيل أولايتان (بالإنجليزية: Michael Olaitan)‏ (1 يناير 1993 بجوس في نيجيريا - ) هو لاعب كرة قدم نيجيري في مركز الهجوم. شارك مع منتخب نيجيريا تحت 20 سنة لكرة القدم. أما مع النوادي، فقد لعب مع إيرغوتيليس وتفينتي أنشخيدة ونادي أولمبياكوس ونادي كورتريك وVeria F.C. ‏.

## روابط خارجية
- ميشيل أولايتان على موقع قاعدة بيانات كرة القدم.إي يو (الإنجليزية)
- ميشيل أولايتان على موقع Soccerway.com (الإنجليزية)
- ميشيل أولايتان على موقع عالم كرة القدم.نت (الإنجليزية)
- ميشيل أولايتان على موقع AS.com (الإسبانية)